# Coltan

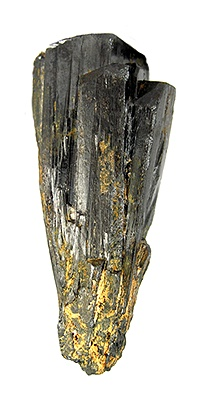
Een stuk coltan

Coltan is een erts dat de mineralen columbiet en tantaliet bevat. De naam is een samenstelling van de namen van deze mineralen. Het erts wordt onder meer gewonnen in sommige Afrikaanse landen, waaronder in het oosten van de Democratische Republiek Congo (Kivu). De grootste producent is Australië.
Uit coltan worden de elementen niobium (vroeger columbium geheten) en tantaal gewonnen. Beide metalen kennen veel industriële toepassingen. Tantaal wordt onder andere in poedervorm gebruikt bij de productie van kleine elektrolytische condensatoren (tantaal-elco's), die worden gebruikt in mobiele telefoons, spelcomputers, pc's, laptops en andere elektronische apparaten waarin kleine elco's nodig zijn.
Coltan wordt tot de conflictmineralen gerekend, vanwege de gewapende conflicten die regelmatig in het grensgebied van Congo-Kinshasa en Rwanda uitbreken, en door beide partijen deels met illegale handel in coltan en bloeddiamanten gefinancierd worden.